# E-Rallye du Chablais

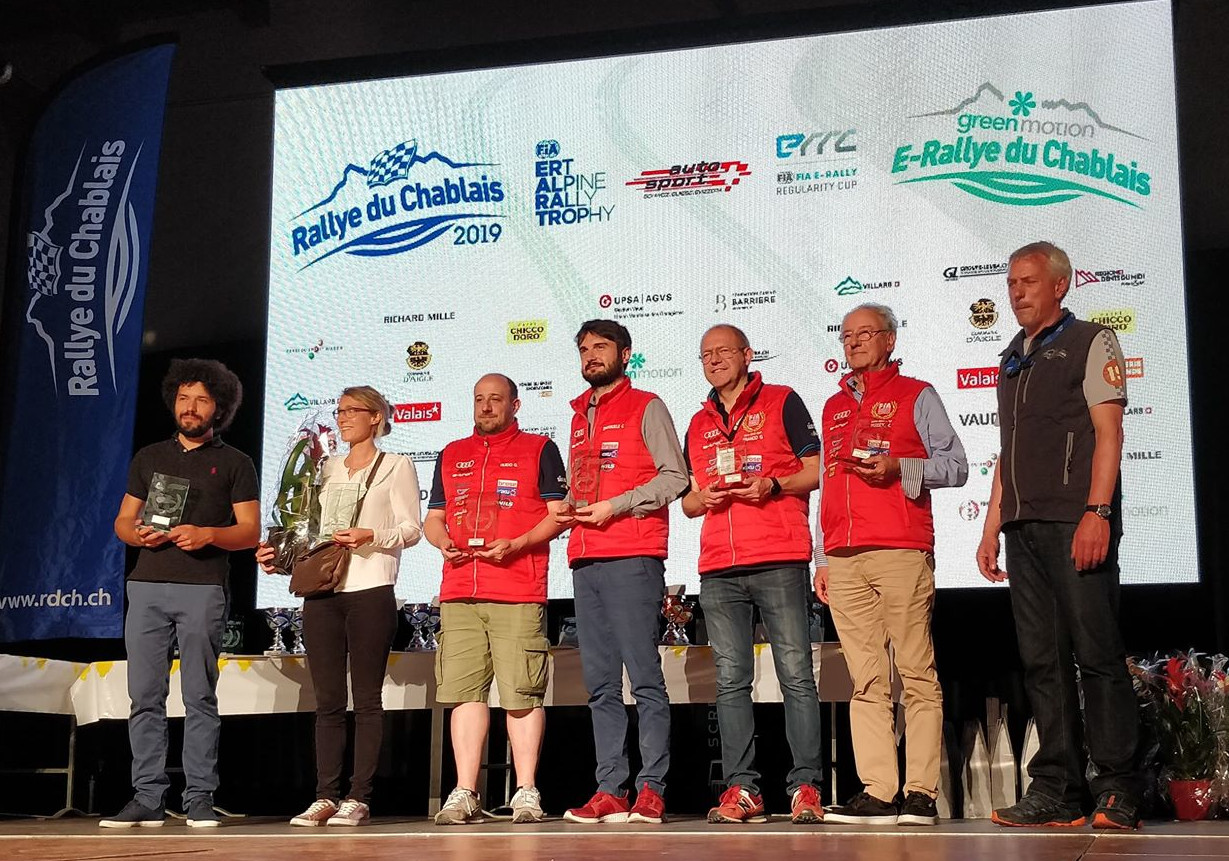
Cerimonia di premiazione dell'E-Rallye du Chablais 2019 a Aigle

L'E-Rallye du Chablais è una competizione automobilistica con base a Aigle, in Svizzera, riservata a veicoli alimentati tramite fonti di energia alternativa e inserita nel 2019 e poi dal 2024 nel programma della FIA E-Rally Regularity Cup e dal 2023 in quello della FIA ecoRally Cup.

## Albo d'oro
| Edizione | 1º posto                                               | 2º posto                                          | 3º posto                                                 |
| -------- | ------------------------------------------------------ | ------------------------------------------------- | -------------------------------------------------------- |
| 2019     | Guido Guerrini (pilota) Emanuele Calchetti (co-pilota) | Raoul Fesquet (pilota) Caroline Brams (co-pilota) | Fuzzy Kofler (pilota) Franco Gaioni (co-pilota)          |
| 2019     | Audi e-tron                                            | Tesla Model 3                                     | Audi e-tron                                              |
| 2024     | Guido Guerrini (pilota) Artur Prusak (co-pilota)       | Michal Žďárský (pilota) Jakub Nábělek (co-pilota) | Antoine Dechamps (pilota) Bernard Verstraete (co-pilota) |
| 2024     | Kia eNiro                                              | Hyundai Kona                                      | Volkswagen ID.4                                          |